# Barnim II.

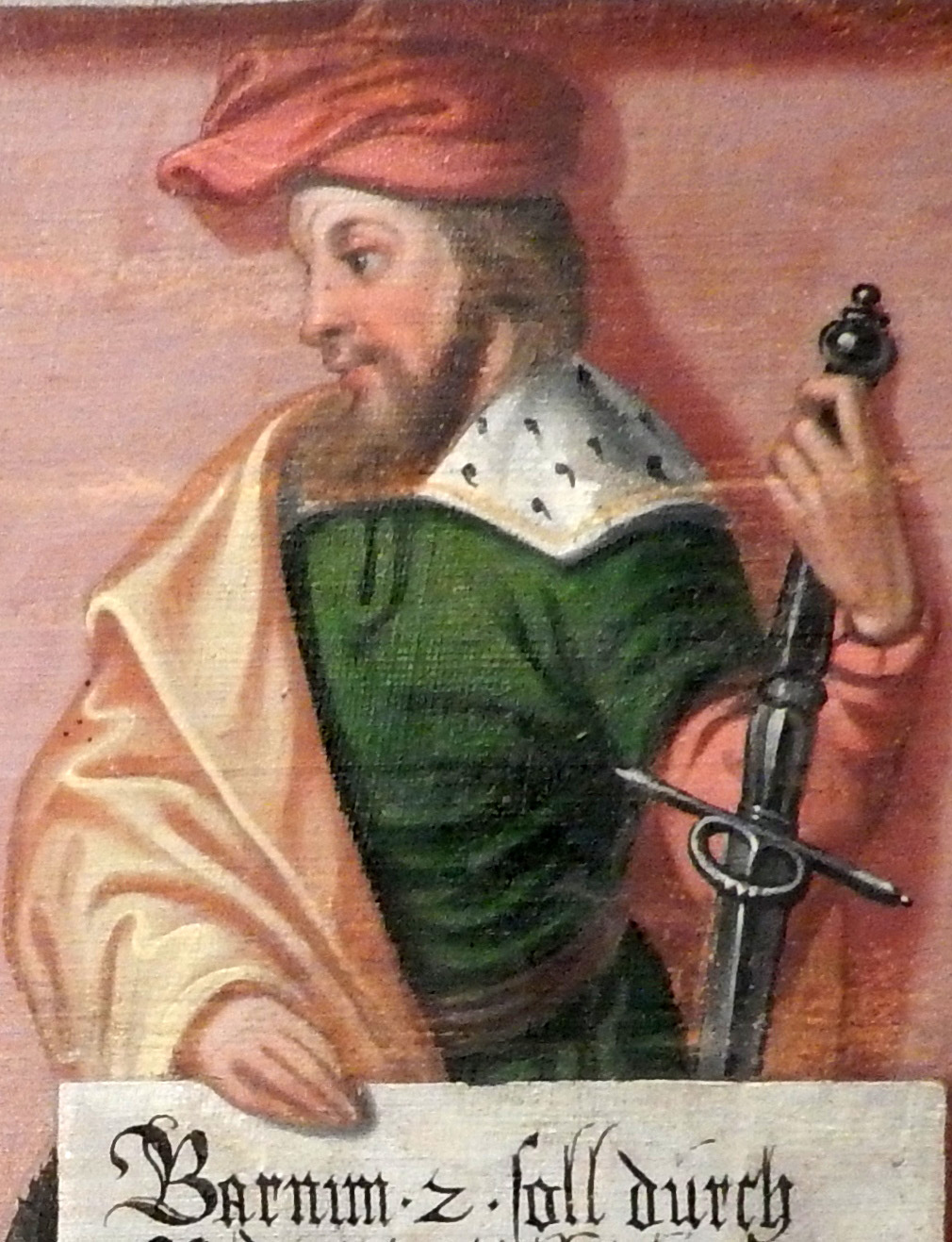
Barnim II., aus dem Stammbaum der Greifen von Cornelius Krommeny, 1598.

Barnim II. (* um 1275; † 28. Mai oder 26. Juni 1295) war ein Herzog von Pommern.

## Leben
Barnim II. war ein Sohn des Herzogs Barnim I. und seiner dritten Gemahlin Mechthild von Brandenburg. Als sein Vater Barnim I. im Jahre 1278 starb, war er noch ein Kleinkind.
Für ihn und seinen jüngeren Bruder Otto I. führte zunächst sein älterer Halbbruder Bogislaw IV. die Regierung. Dabei musste Mechthild ihre beiden Söhne gegenüber dem Halbbruder schützen. Erstmals im Jahre 1294 nahmen Barnim II. und Otto I. selbständige Regierungshandlungen vor. Schon am 28. Mai oder am 26. Juni 1295 (die Überlieferung ist widersprüchlich) starb Barnim II. Eine Erzählung über seine Ermordung in der Ueckermünder Heide durch einen hintergangenen Ehemann ist als sagenhaft erwiesen; möglicherweise liegt ihr als Kern ein gewaltsamer Tod Barnims zu Grunde.
Barnim II. hinterließ keine Nachkommen. Nach seinem Tode nahmen Bogislaw IV. und Otto I. eine Landesteilung vor.

## Denkmäler  in der Ueckermünder Heide
In der Ueckermünder Heide  befinden sich in der Nähe des Dorfs Hintersee an der Straße von Ueckermünde nach Stettin das sogenannte Barnimskreuz und ein Gedenkstein. Die beiden Denkmäler stehen an der Stelle, an der Barnim II. nach der Sage 1295 von dem  Ritter Vidanz Muckerwitz aus Vogelsang erstochen worden sein soll.

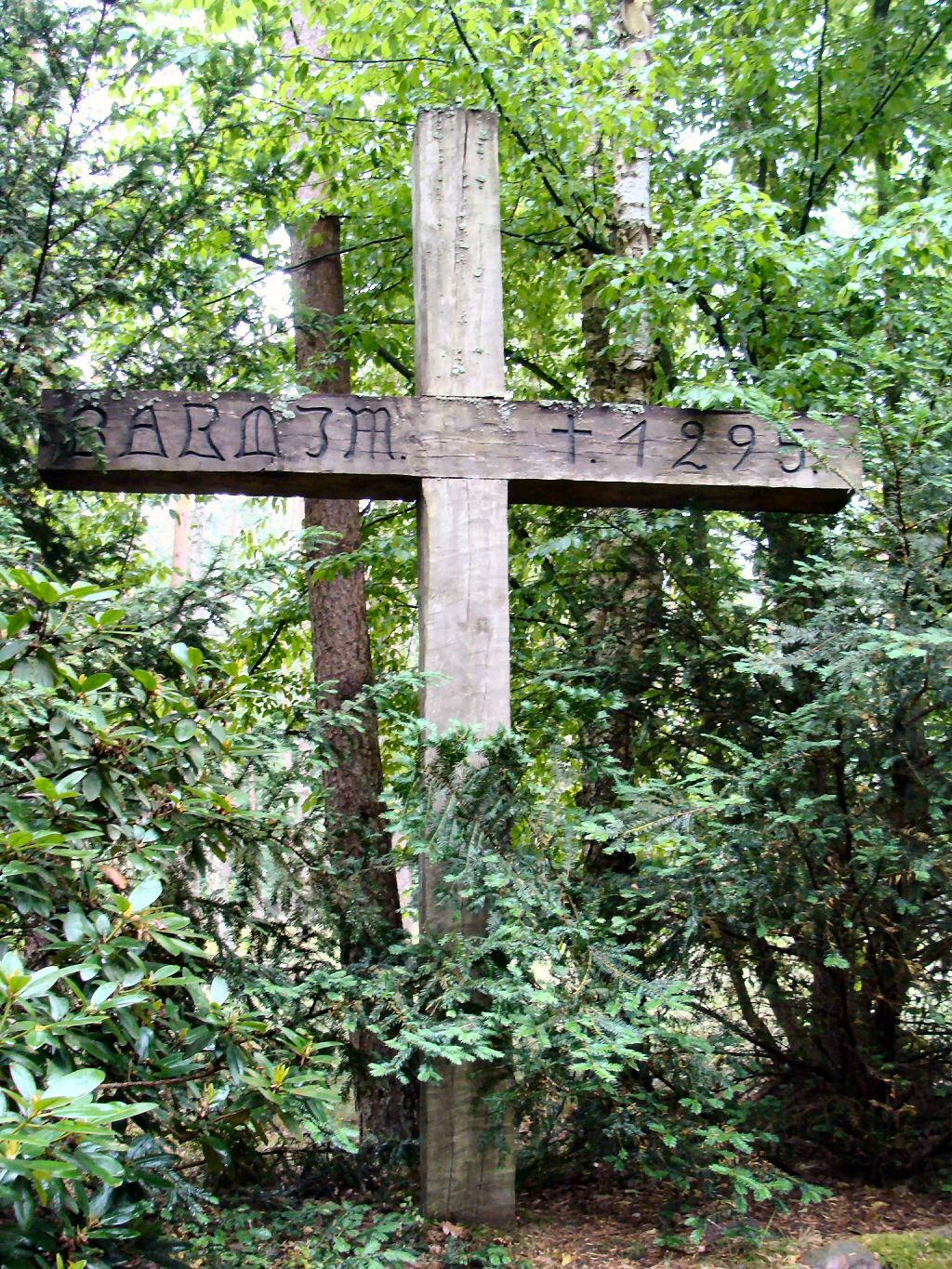
Holzkreuz an dem Ort, an dem der Herzog Barnim II. 1295 getötet worden sein soll.
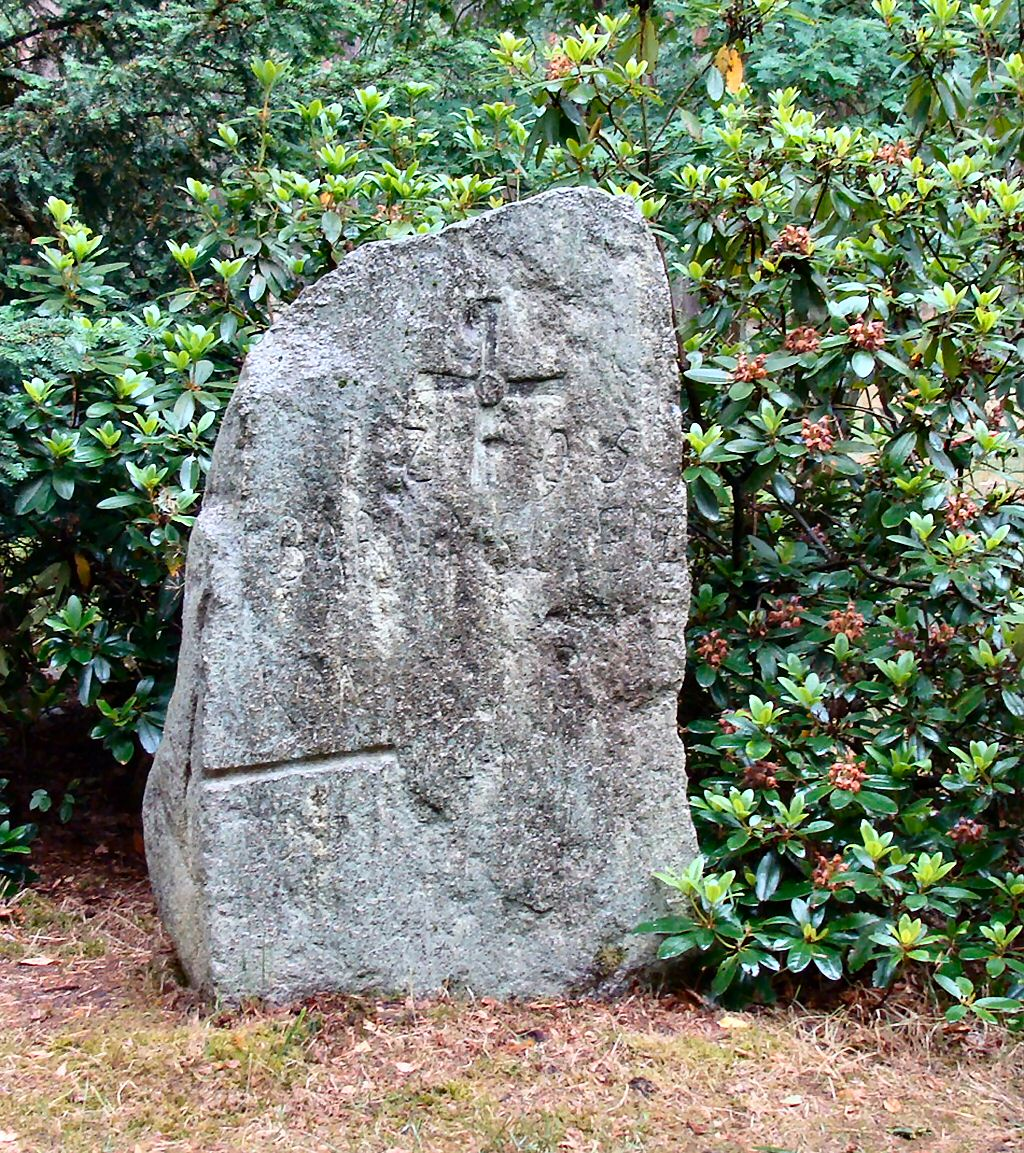
Gedenkstein  an dem Ort, an dem der Herzog Barnim II. 1295 getötet worden sein soll.